# Цементный паук
Цементный паук (лат. Nemesia caementaria) — вид мигаломорфных пауков из семейства Nemesiidae.
Самки цементного паука достигают в длину 17,5—20 мм, самцы — 12 мм.
Вид распространён в Южной Европе. Он роет горизонтальные норы в земле, в которые откладывает кокон и в которых живёт молодь. Вход в норку прикрывается слепленной из земли крышечкой в виде кружка, с внутренней стороны которого имеется слой паутины и который прикреплён к верхнему краю трубки. Если пытаются открыть крышечку, паук зацепляется передними ногами за внутренний слой паутины, а другими ногами упирается, лёжа на спине, в стенки трубки и таким образом препятствует попытке открыть крышку.